# Neckera leiophylla
Neckera leiophylla là một loài rêu trong họ Neckeraceae. Loài này được Gümbel ex Müll. Hal. mô tả khoa học đầu tiên năm 1850.
Danh pháp khoa học của loài này chưa được làm sáng tỏ. 